# 木村研
木村 研（きむら けん、1949年7月13日 - ）は、日本の児童文学作家。日本児童文学者協会理事。

## 略歴
鳥取県伯耆町生まれ。漫画編集者を経て、児童文学作家、手作りおもちゃ・遊びの研究家。
絵本『999ひきのきょうだい』シリーズ（絵・村上康成、ひさかたチャイルド）、『作って遊ぶ!忍者になるおもちゃ図鑑』（講談社ビーシー/講談社）、『わくわく!びっくり!かんたん手づくり絵本』（チャイルド本社）など、著書多数。
『999ひきのきょうだい』シリーズは各国語に翻訳され、2012年には『999ひきのきょうだいのおひっこし』が、ドイツ児童文学賞にノミネートされる。受賞は逃すが、子どもたちの選ぶ「金の本の虫賞」を受賞。
2020年、コロナ禍をきっかけに、児童文学作家はらまさかずと、お話のサイト「よむよんで」を開設する。